# Тригла
Тригла, або морський півень (Trigla lyra) — вид риб родини триглових. належить до монотипового роду Trigla.

## Характеристика
Загальна кількість колючих променів спинного плавця: 9 — 10; м'яких променів спинного плавця: 15-16; м'яких променів анального плавця 15-16; колючі промені у анальному плавці відсутні. Риба сягає максимальної довжини 60 см, зазвичай — 30 см. Найбільший зареєстрований вік — 7 років.

## Ареал
Поширений у східній Атлантиці: на північ від Великої Британії, Північне море до Волфіш-Бей, Намібія, також біля Мадери і у Середземному морі. У Чорному морі відсутній.

## Екологія
Морський глибоководний вид. Живе у помірних водах на глибині 100—700 м, зазвичай 150—400 м.